# Gabriac (Avairon)
Gabriac és un municipi del departament francès de l'Avairon, a la regió d'Occitània.

## Personalitats destacades
- Michel Bras, cuiner